# Спейкениссе
Спейкени́ссе (нидерл. Spijkenisse) — город и община в провинции Южная Голландия (Нидерланды). Часть городской агломерации Роттердама. Находится на левом берегу основного устья Рейна (Роттердам находится на правом берегу).

## Состав общины
В общину входят населённые пункты Беренплат, Хекелинген, Ден-Хук и Спейкениссе.

## История
Впервые название «Спейкениссе» встречается в 1231 году, оно происходит от слов «spieke» (коса) и «nesse» («нос»); это была деревня на ручье рядом с Ауде-Маас. Изначально она принадлежала сеньорам Пюттена (чей герб теперь используется городом), в 1459 году весь Пюттенский феод (включая Спейкениссе) перешёл к бургундскому герцогу Филиппу III. С 1581 года эти земли — владение графов Голландии.

## Транспорт
В Спейкениссе находится конечная станция двух линий Роттердамского метрополитена.

## Достопримечательности
Начиная с 2011 года по идее уроженца города дизайнера Робина Стама в Спейкениссе были построены семь новых небольших мостов, воспроизводящих мосты с семи существующих банкнот евро (изначально изображённые на банкнотах мосты были выдуманными, чтобы не отдавать предпочтение архитектурным сооружениям той или иной страны).

## Известные уроженцы
- Дункан Лоуренс — нидерландский певец, победитель Евровидения-2019